# خان الزرور
خان الزرور أو خان الدكمة أو خان الأزرار أو خان (دكمه الكبير) وهو من خانات بغداد القديمة ويقع في محلة باب الآغا جانب الرصافة من بغداد في بداية سوق البزازين يميناً وسوق الطمغة شمالاً، ومن جملة السلع التي تباع في هذا السوق أزرار الملابس المختلفة أنواعها وأحجامها ومفردها زر، ويطلق عليها بالعامية البغدادية (دكمه) بالكاف الفارسية، و(دكمه düğme) كلمة تركية تعني زر،والتي منها أخذ اسمه.
ومثبت فوق مدخل هذا الخان نقش كتابي يشير إلى أن مشيده هو السلطان العثماني سليم الثاني الذي تولى الحكم (974-982 ه‍/ 1566-1574 م).
أن هذا الخان يعتبر من الخانات التي لها صفة تجارية لكون جميع حجرات الطابق الأرضي استغلت كمحلات لبيع الأقمشة بمختلف أنواعها وتحتوي على لوازم الخياطة كالأزرار والقياطين الحريرية وغيرها من المواد الداخلة في هذا المجال التجاري، وخان الزرور لما يزل قائماً إلى اليوم.
المصادر
1. ↑  رفعت مرهون الصفار، محلات بغدادية قديمة في الذاكرة، دار الشؤون الثقفية (جروس برس)، بغداد، 2002م، ص101.
2. ↑  معجم المعاني تركي-عربي
3. ↑  حميد محمد حسن الدراجي، الربط والتكايا البغدادية في العهد العثماني 941-1336 ه‍ -1534-1917 م، دار الشؤون الثقافية (افاق عربية)، بغداد، 2001م ، ص195.